# Mount Macbain
Mount Macbain är ett berg i Antarktis. Det ligger i Östantarktis. Nya Zeeland gör anspråk på området. Toppen på Mount Macbain är 2 221 meter över havet, eller 448 meter över den omgivande terrängen. Bredden vid basen är 2,8 km.
Terrängen runt Mount Macbain är kuperad västerut, men österut är den bergig. Trakten är obefolkad. Det finns inga samhällen i närheten. 